# بويافال (باد كاليه)
بويافال، باد كاليه (بالفرنسية: Boyaval)‏ هي بلدية تقع في إقليم باد كاليه من منطقة نور با دو كاليه في شمال فرنسا. تبلغ مساحة هذه المدينة 5.38 (كم²)، وترتفع عن سطح البحر 105 م، يبلغ عدد سكانها 133 نسمة حسب إحصاء المعهد الوطني للإحصاء والدراسات الاقتصادية سنة 2009 م. وترأس Marc Vambergue البلدية خلال فترة (2008-2014).